# Sporledera minuta
Sporledera minuta là một loài rêu trong họ Dicranaceae. Loài này được Mitt. A. Jaeger mô tả khoa học đầu tiên năm 1873.